# Rajeev Ram
Rajeev Ram (Denver, Colorado, 18 de març de 1984) és un tennista professional dels Estats Units d'ascendència índia.
En el seu palmarès destaquen quatre títols de Grand Slam en dobles masculins i dos de dobles mixts. Addicionalment també va guanyar una medalla d'argent als Jocs Olímpics de Rio de Janeiro de 2016. Va arribar al capdamunt del rànquing de dobles l'any 2022.
Com a júnior, va participar en tots els torneigs del Grand Slam, i va arribar a jugar la final de dobles de Wimbledon el 2002 al costat del també estatunidenc Brian Baker.

## Biografia
Fill de Raghav i Sushma Ram, ambdós originaris de Bangalore (Índia).
Va fundar l'organització EntouRaj for Kids per promocionar la pràctica de tennis al jovent d'Indiana.
Es va casar amb Zainab Saqib el març de 2016, estatunidenca amb orígens pakistanesos.

## Torneigs de Grand Slam

### Dobles masculins: 5 (4−1)
| Resultat  | Núm. | Any  | Torneig          | Parella       | Oponents                    | Marcador      |
| --------- | ---- | ---- | ---------------- | ------------- | --------------------------- | ------------- |
| Guanyador | 1.   | 2020 | Open d'Austràlia | Joe Salisbury | Max Purcell Luke Saville    | 6−2, 6−1      |
| Finalista | 1.   | 2021 | Open d'Austràlia | Joe Salisbury | Ivan Dodig Filip Polášek    | 3−6, 4−6      |
| Guanyador | 2.   | 2021 | US Open          | Joe Salisbury | Jamie Murray Bruno Soares   | 3−6, 6−2, 6−2 |
| Guanyador | 3.   | 2022 | US Open (2)      | Joe Salisbury | Wesley Koolhof Neal Skupski | 7−6(4), 7−5   |
| Guanyador | 4.   | 2023 | US Open (3)      | Joe Salisbury | Rohan Bopanna Matthew Ebden | 2−6, 6−3, 6−4 |

### Dobles mixts: 3 (2−1)
| Resultat  | Núm. | Any  | Torneig              | Parella            | Oponents                        | Marcador    |
| --------- | ---- | ---- | -------------------- | ------------------ | ------------------------------- | ----------- |
| Finalista | 1.   | 2016 | US Open              | Coco Vandeweghe    | Laura Siegemund Mate Pavić      | 4−6, 4−6    |
| Guanyador | 1.   | 2019 | Open d'Austràlia     | Barbora Krejčíková | Astra Sharma John-Patrick Smith | 7−6(3), 6−1 |
| Guanyador | 2.   | 2021 | Open d'Austràlia (2) | Barbora Krejčíková | Samantha Stosur Matthew Ebden   | 6−1, 6−4    |

## Jocs Olímpics

### Dobles masculins
| Any  | Campionat                    | Parella         | Oponents                 | Resultat       |
| ---- | ---------------------------- | --------------- | ------------------------ | -------------- |
| 2024 | Jocs Olímpics, París, França | Austin Krajicek | Matthew Ebden John Peers | 6−7(3), 6−7(2) |

### Dobles mixts
| Any  | Campionat                             | Parella        | Oponents                  | Resultat            |
| ---- | ------------------------------------- | -------------- | ------------------------- | ------------------- |
| 2016 | Jocs Olímpics, Rio de Janeiro, Brasil | Venus Williams | B. Mattek-Sands Jack Sock | 7−6(3), 1−6, [7−10] |

## Palmarès

### Individual: 3 (2−1)
| Llegenda                          |
| --------------------------------- |
| Grand Slams (0−0)                 |
| ATP Finals (0−0)                  |
| ATP World Tour Masters 1000 (0−0) |
| ATP World Tour 500 (0−0)          |
| ATP World Tour 250 (2−1)          |

| Títols per superfície |
| --------------------- |
| Dura (0−1)            |
| Gespa (2−0)           |
| Terra batuda (0−0)    |

| Resultat  | Núm. | Data                 | Torneig                    | Superfície | Oponent      | Marcador            |
| --------- | ---- | -------------------- | -------------------------- | ---------- | ------------ | ------------------- |
| Guanyador | 1.   | 12 de juliol de 2009 | Newport, Estats Units      | Gespa      | Sam Querrey  | 6−7(3), 7−5, 6−3    |
| Guanyador | 2.   | 19 de juliol de 2015 | Newport (2)                | Gespa      | Ivo Karlović | 7−6(5), 5−7, 7−6(2) |
| Finalista | 1.   | 21 de febrer de 2016 | Delray Beach, Estats Units | Dura       | Sam Querrey  | 4−6, 6−7(6)         |

### Dobles masculins: 56 (31−25)
| Llegenda (pre/post 2009)                                 |
| -------------------------------------------------------- |
| Grand Slams (4−1)                                        |
| Jocs Olímpics Argent (1)                                 |
| Tennis Masters Cup / ATP Finals (2−2)                    |
| ATP Masters Series / ATP World Tour Masters 1000 (5−4)   |
| ATP International Series Gold / ATP World Tour 500 (5−3) |
| ATP International Series / ATP World Tour 250 (15−14)    |

| Títols per superfície |
| --------------------- |
| Dura (24−17)          |
| Gespa (4−4)           |
| Terra batuda (3−3)    |

| Resultat  | Núm. | Data                   | Torneig                                    | Superfície   | Parella              | Oponents                                | Marcador               |
| --------- | ---- | ---------------------- | ------------------------------------------ | ------------ | -------------------- | --------------------------------------- | ---------------------- |
| Finalista | 1.   | 27 d'agost de 2005     | New Haven, Estats Units                    | Dura         | Bobby Reynolds       | Gastón Etlis Martín Rodríguez           | 4−6, 3−6               |
| Guanyador | 1.   | 10 de gener de 2009    | Chennai, Índia                             | Dura         | Eric Butorac         | J-C. Scherrer Stan Wawrinka             | 6−3, 6−4               |
| Guanyador | 2.   | 12 de juliol de 2009   | Newport, Estats Units                      | Gespa        | Jordan Kerr          | Michael Kohlmann Rogier Wassen          | 6−7(6), 7−6(7), [10−6] |
| Guanyador | 3.   | 4 d'octubre de 2009    | Bangkok, Tailàndia                         | Dura (i)     | Eric Butorac         | G. García López Mischa Zverev           | 7−6(4), 6−3            |
| Guanyador | 4.   | 25 de juliol de 2010   | Atlanta, Estats Units                      | Dura         | Scott Lipsky         | Rohan Bopanna Kristof Vliegen           | 6−3, 6−7(4), [12−10]   |
| Finalista | 2.   | 6 de febrer de 2011    | Johannesburg, Sud-àfrica                   | Dura         | Scott Lipsky         | James Cerretani Adil Shamasdin          | 3−6, 6−3, [7−10]       |
| Guanyador | 5.   | 13 de febrer de 2011   | San Jose, Estats Units                     | Dura (i)     | Scott Lipsky         | Alejandro Falla Xavier Malisse          | 6−4, 4−6, [10−8]       |
| Guanyador | 6.   | 27 de febrer de 2011   | Delray Beach, Estats Units                 | Dura         | Scott Lipsky         | Christopher Kas Alexander Peya          | 4−6, 6−4, [10−3]       |
| Guanyador | 7.   | 23 de setembre de 2012 | Sant Petersburg, Rússia                    | Dura (i)     | Nenad Zimonjić       | Lukáš Lacko Igor Zelenay                | 6−2, 4−6, [10−6]       |
| Finalista | 3.   | 13 de juliol de 2014   | Newport                                    | Gespa        | Jonathan Erlich      | Chris Guccione Lleyton Hewitt           | 5−7, 4−6               |
| Guanyador | 8.   | 21 de juny de 2015     | Halle, Alemanya                            | Gespa        | Raven Klaasen        | Rohan Bopanna Florin Mergea             | 7−6(5), 6−2            |
| Finalista | 4.   | 4 d'octubre de 2015    | Kuala Lumpur, Malàisia                     | Dura (i)     | Raven Klaasen        | Treat Huey Henri Kontinen               | 6−7(4), 2−6            |
| Finalista | 5.   | 3 d'abril de 2016      | Miami, Estats Units                        | Dura         | Raven Klaasen        | P-H. Herbert Nicolas Mahut              | 7−5, 1−6, [7−10]       |
| Finalista | 6.   | 21 de maig de 2016     | Ginebra, Suïssa                            | Terra batuda | Raven Klaasen        | Steve Johnson Sam Querrey               | 4−6, 1−6               |
| Guanyador | 9.   | 19 de juny de 2016     | Halle (2)                                  | Gespa        | Raven Klaasen        | Łukasz Kubot Alexander Peya             | 7−6(5), 6−2            |
| Guanyador | 10.  | 2 d'octubre de 2016    | Chengdu, Xina                              | Dura         | Raven Klaasen        | Pablo Carreño Busta Mariusz Fyrstenberg | 7−6(2), 7−5            |
| Finalista | 7.   | 9 d'octubre de 2016    | Tòquio, Japó                               | Dura         | Raven Klaasen        | Marcel Granollers Marcin Matkowski      | 2−6, 6−7(4)            |
| Finalista | 8.   | 20 de novembre de 2016 | ATP World Tour Finals, Londres, Regne Unit | Dura (i)     | Raven Klaasen        | Henri Kontinen John Peers               | 6−2, 1−6, [8−10]       |
| Guanyador | 11.  | 26 de febrer de 2017   | Delray Beach (2)                           | Dura         | Raven Klaasen        | Treat Huey Max Mirnyi                   | 7−5, 7−5               |
| Guanyador | 12.  | 19 de maig de 2017     | Indian Wells, Estats Units                 | Dura         | Raven Klaasen        | Łukasz Kubot Marcelo Melo               | 6−7(1), 6−4, [10−8]    |
| Finalista | 9.   | 18 de juny de 2017     | 's-Hertogenbosch, Països Baixos            | Gespa        | Raven Klaasen        | Łukasz Kubot Marcelo Melo               | 3−6, 4−6               |
| Guanyador | 13.  | 23 de juliol de 2017   | Newport (2)                                | Gespa        | Aisam-ul-Haq Qureshi | Matt Reid John-Patrick Smith            | 6−4, 4−6, [10−7]       |
| Guanyador | 14.  | 1 d'octubre de 2017    | Shenzhen, Xina                             | Dura         | Alexander Peya       | Nikola Mektić Nicholas Monroe           | 6−3, 6−2               |
| Guanyador | 15.  | 6 de maig de 2018      | Múnic, Alemanya                            | Terra batuda | Ivan Dodig           | Nikola Mektić Alexander Peya            | 6−3, 7−5               |
| Finalista | 10.  | 26 de maig de 2018     | Ginebra (2)                                | Terra batuda | Ivan Dodig           | Oliver Marach Mate Pavić                | 6−3, 6−7(3), [9−11]    |
| Finalista | 11.  | 25 de juliol de 2018   | Atlanta                                    | Dura         | Ryan Harrison        | Nicholas Monroe John-Patrick Smith      | 6−3, 6−7(5), [8−10]    |
| Finalista | 12.  | 30 de setembre de 2018 | Shenzhen                                   | Dura         | Robert Lindstedt     | Ben McLachlan Joe Salisbury             | 6−7(5), 6−7(4)         |
| Guanyador | 16.  | 21 d'octubre de 2018   | Moscou, Rússia                             | Dura (i)     | Austin Krajicek      | Max Mirnyi Philipp Oswald               | 7−6(4), 6−4            |
| Guanyador | 17.  | 4 de novembre de 2018  | París, França                              | Dura (i)     | Marcel Granollers    | Jean-Julien Rojer Horia Tecău           | 6−4, 6−4               |
| Finalista | 13.  | 6 de gener de 2019     | Brisbane, Austràlia                        | Dura         | Joe Salisbury        | Marcus Daniell Wesley Koolhof           | 4−6, 6−7(6)            |
| Guanyador | 18.  | 23 de febrer de 2019   | Dubai, Emirats Àrabs Units                 | Dura         | Joe Salisbury        | Ben McLachlan Jan-Lennard Struff        | 7−6(4), 6−3            |
| Finalista | 14.  | 23 de juny de 2019     | Londres, Regne Unit                        | Dura         | Joe Salisbury        | Feliciano López Andy Murray             | 6−7(6), 7−5, [5−10]    |
| Finalista | 15.  | 20 d'octubre de 2019   | Anvers, Bèlgica                            | Dura (i)     | Joe Salisbury        | Kevin Krawietz Andreas Mies             | 6−7(1), 3−6            |
| Guanyador | 19.  | 27 d'octubre de 2019   | Viena, Àustria                             | Dura (i)     | Joe Salisbury        | Łukasz Kubot Marcelo Melo               | 6−4, 6−7(5), [10−5]    |
| Guanyador | 20.  | 2 de febrer de 2020    | Open d'Austràlia, Austràlia                | Dura         | Joe Salisbury        | Max Purcell Luke Saville                | 6−4, 6−2               |
| Finalista | 16.  | 21 de febrer de 2021   | Open d'Austràlia                           | Dura         | Joe Salisbury        | Ivan Dodig Filip Polášek                | 3−6, 4−6               |
| Finalista | 17.  | 16 de maig de 2021     | Roma, Itàlia                               | Terra batuda | Joe Salisbury        | Nikola Mektić Mate Pavić                | 4−6, 6−7(4)            |
| Finalista | 18.  | 25 de juny de 2021     | Eastbourne, Regne Unit                     | Gespa        | Joe Salisbury        | Nikola Mektić Mate Pavić                | 4−6, 3−6               |
| Guanyador | 21.  | 15 d'agost de 2021     | Toronto, Canadà                            | Dura         | Joe Salisbury        | Nikola Mektić Mate Pavić                | 6−3, 4−6, [10−3]       |
| Guanyador | 22.  | 10 de setembre de 2021 | US Open, Estats Units                      | Dura         | Joe Salisbury        | Jamie Murray Bruno Soares               | 3−6, 6−2, 6−2          |
| Finalista | 19.  | 31 d'octubre de 2021   | Viena                                      | Dura (i)     | Joe Salisbury        | J.S. Cabal Robert Farah                 | 4−6, 2−6               |
| Finalista | 20.  | 21 de novembre de 2021 | ATP Finals, Torí, Itàlia (2)               | Dura (i)     | Joe Salisbury        | P-H. Herbert Nicolas Mahut              | 4−6, 6−7(0)            |
| Guanyador | 23.  | 17 d'abril de 2022     | Montecarlo, Mònaco                         | Terra batuda | Joe Salisbury        | J.S. Cabal Robert Farah                 | 6−4, 3−6, [10−7]       |
| Guanyador | 24.  | 21 d'agost de 2022     | Cincinnati, Estats Units                   | Dura         | Joe Salisbury        | Tim Pütz Michael Venus                  | 7−6(4), 7−6(5)         |
| Guanyador | 25.  | 9 de setembre de 2022  | US Open (2)                                | Dura         | Joe Salisbury        | Wesley Koolhof Neal Skupski             | 7−6(4), 7−5            |
| Guanyador | 26.  | 20 de novembre de 2022 | ATP Finals, Torí                           | Dura (i)     | Joe Salisbury        | Nikola Mektić Mate Pavić                | 7−6(4), 6−4            |
| Guanyador | 27.  | 27 de maig de 2023     | Lió, França                                | Terra batuda | Joe Salisbury        | Nicolas Mahut Matwé Middelkoop          | 6−0, 6−3               |
| Finalista | 21.  | 13 d'agost de 2023     | Toronto                                    | Dura         | Joe Salisbury        | Marcelo Arévalo Jean-Julien Rojer       | 3−6, 1−6               |
| Guanyador | 28.  | 8 de setembre de 2023  | US Open (3)                                | Dura         | Joe Salisbury        | Rohan Bopanna Matthew Ebden             | 2−6, 6−3, 6−4          |
| Guanyador | 29.  | 29 d'octubre de 2023   | Viena (2)                                  | Dura (i)     | Joe Salisbury        | Nathaniel Lammons Jackson Withrow       | 6−4, 5−7, [12−10]      |
| Guanyador | 30.  | 19 de novembre de 2023 | ATP Finals, Torí, Itàlia                   | Dura (i)     | Joe Salisbury        | Marcel Granollers Horacio Zeballos      | 6−3, 6−4               |
| Guanyador | 31.  | 13 de gener de 2024    | Adelaida, Austràlia                        | Dura         | Joe Salisbury        | Rohan Bopanna Matthew Ebden             | 7−5, 5−7, [11−9]       |
| Finalista | 22.  | 3 d'agost de 2024      | Jocs Olímpics, París, França               | Terra batuda | Austin Krajicek      | Matthew Ebden John Peers                | 6−7(3), 6−7(2)         |
| Finalista | 23.  | 12 d'agost de 2024     | Mont-real (2)                              | Dura         | Joe Salisbury        | Marcel Granollers Horacio Zeballos      | 2−6, 6−7(4)            |
| Finalista | 24.  | 11 de gener de 2025    | Auckland, Nova Zelanda                     | Dura         | Christian Harrison   | Nikola Mektić Michael Venus             | Renúncia               |
| Finalista | 25.  | 15 de juny de 2025     | Stuttgart, Alemanya                        | Gespa        | Alex Michelsen       | Santiago González Austin Krajicek       | 4−6, 4−6               |

#### Períodes com a número 1
| Núm. | Predecessor                 | Dates                   | Successor                   | Setmanes | Acumulat |
| ---- | --------------------------- | ----------------------- | --------------------------- | -------- | -------- |
| 1.   | Joe Salisbury               | 03/10/2022 − 06/11/2022 | Wesley Koolhof              | 5        | 5        |
| 2.   | Wesley Koolhof Neal Skupski | 16/01/2023 − 29/01/2023 | Wesley Koolhof Neal Skupski | 2        | 7        |
| 3.   | Wesley Koolhof Neal Skupski | 20/02/2023 − 05/03/2023 | Wesley Koolhof Neal Skupski | 2        | 9        |

### Dobles mixts: 3 (2−1)
| Resultat  | Núm. | Data                   | Torneig               | Superfície | Parella            | Oponents                        | Marcador    |
| --------- | ---- | ---------------------- | --------------------- | ---------- | ------------------ | ------------------------------- | ----------- |
| Finalista | 1.   | 11 de setembre de 2016 | US Open, Estats Units | Dura       | Coco Vandeweghe    | Laura Siegemund Mate Pavić      | 4−6, 4−6    |
| Guanyador | 1.   | 27 de gener de 2019    | Open d'Austràlia      | Dura       | Barbora Krejčíková | Astra Sharma John-Patrick Smith | 7−6(3), 6−1 |
| Guanyador | 2.   | 21 de febrer de 2021   | Open d'Austràlia (2)  | Dura       | Barbora Krejčíková | Samantha Stosur Matthew Ebden   | 6−1, 6−4    |

## Trajectòria

### Individual
| Torneig | 2001 | 2002 | 2003 | 2004 | 2005 | 2006 | 2007 | 2008 | 2009 | 2010 | 2011 | 2012 | 2013 | 2014 | 2015 | 2016  | 2017 | Títols  | V – D   |
| --- | ---- | ---- | ---- | ---- | ---- | ---- | ---- | ---- | ---- | ---- | ---- | ---- | ---- | ---- | ---- | ----- | ---- | ------- | ------- |
| Open d'Austràlia | A    | A    | A    | A    | A    | Q2   | Q1   | 1R   | Q1   | 1R   | Q1   | Q1   | 2R   | Q2   | Q1   | 2R    | Q3   | 0 / 4   | 2 – 4   |
| Roland Garros | A    | A    | A    | A    | A    | A    | Q2   | A    | Q2   | 1R   | A    | A    | A    | A    | A    | 1R    | Q1   | 0 / 2   | 0 – 2   |
| Wimbledon | A    | A    | A    | A    | A    | Q1   | Q1   | Q1   | 1R   | 1R   | Q1   | Q3   | 2R   | Q3   | A    | 1R    | Q2   | 0 / 4   | 1 – 4   |
| US Open | Q1   | A    | Q2   | 1R   | 2R   | Q1   | Q1   | Q1   | 1R   | Q1   | Q3   | 1R   | 2R   | Q3   | 2R   | 1R    | A    | 0 / 7   | 2 – 7   |
| Total Victòries−Derrotes                                                                                                   | 0–0  | 0–1  | 1–1  | 1–3  | 2–2  | 0–1  | 0–1  | 2–4  | 8–6  | 6–18 | 2–3  | 7–9  | 4–11 | 3–7  | 7–6  | 12–18 | 2–2  | 57 – 93 | 57 – 93 |
| Rànquing a final d'any | 1383 | 536  | 437  | 297  | 195  | 197  | 253  | 190  | 79   | 184  | 149  | 132  | 127  | 139  | 89   | 129   | 353  |         |         |
| Llegenda: G: Guanyador; F: Finalista; SF: Semifinalista; QF: Quarts de final; Q: Qualificació; A: Absent; RR: Round Robin; |      |      |      |      |      |      |      |      |      |      |      |      |      |      |      |       |      |         |         |

### Dobles masculins
| Open d'Austràlia | A           | A           | A           | A   | A           | 1R          | A           | 3R    | 3R          | QF          | 1R          | QF    | 2R          | 2R          | 1R          | QF    | 2R          | 3R          | 3R          | G           | F     | SF | 3R | 3R | 1 / 18    | 39 – 17   |
| Roland Garros | A           | A           | A           | A   | A           | A           | A           | 3R    | 1R          | 1R          | QF          | 3R    | 1R          | 1R          | 1R          | 2R    | 2R          | 2R          | QF          | QF          | 2R    | QF | 3R |    | 0 / 16    | 22 – 16   |
| Wimbledon | A           | A           | A           | A   | A           | A           | QF          | 2R    | 1R          | 1R          | 2R          | QF    | 1R          | 1R          | 2R          | SF    | 3R          | 1R          | 3R          | NC          | SF    | SF | 1R |    | 0 / 16    | 25 – 16   |
| US Open | 1R          | 1R          | 1R          | 2R  | 1R          | 1R          | 1R          | 2R    | 2R          | 2R          | 1R          | 2R    | 3R          | SF          | 3R          | 2R    | 1R          | 1R          | 3R          | SF          | G     | G  | G  |    | 3 / 23    | 37 – 20   |
| Jocs Olímpics | No celebrat | No celebrat | No celebrat | A   | No celebrat | No celebrat | No celebrat | A     | No celebrat | No celebrat | No celebrat | A     | No celebrat | No celebrat | No celebrat | 2R    | No celebrat | No celebrat | No celebrat | No celebrat | 2R    | NC | NC |    | 0 / 2     | 2 – 2     |
| ATP Finals | A           | A           | A           | A   | A           | A           | A           | A     | A           | A           | A           | A     | A           | A           | A           | F     | RR          | A           | RR          | SF          | F     | F  |    |    | 0 / 6     | 14 – 9    |
| Total Victòries−Derrotes                                                                                                   | 0−2         | 0−1         | 0−3         | 1−2 | 3−4         | 0−3         | 3−3         | 12−10 | 21−13       | 14−19       | 21−19       | 22−16 | 10−15       | 11−13       | 24−23       | 37−25 | 35−22       | 44−26       | 39−24       | 21−11       | 46−18 |    |    |    | 375 – 274 | 375 – 274 |
| Rànquing a final d'any | 1099        | 541         | 448         | 133 | 113         | 122         | 65          | 68    | 39          | 67          | 45          | 44    | 78          | 53          | 36          | 14    | 22          | 21          | 24          | 14          | 4     | 3  |    |    |           |           |
| Llegenda: G: Guanyador; F: Finalista; SF: Semifinalista; QF: Quarts de final; Q: Qualificació; A: Absent; RR: Round Robin; |             |             |             |     |             |             |             |       |             |             |             |       |             |             |             |       |             |             |             |             |       |    |    |    |           |           |

### Dobles mixts
| Open d'Austràlia | A           | A           | A           | A  | 1R          | A           | A           | A | 1R          | 1R          | G           | A           | G  | QF | 2 / 6  | 12 – 4 |
| Roland Garros | A           | A           | A           | A  | A           | A           | 2R          | A | SF          | 1R          | A           | NC          | QF |    | 0 / 4  | 5 – 4  |
| Wimbledon | A           | A           | 3R          | A  | 1R          | A           | 1R          | A | 2R          | 2R          | 1R          | NC          | 3R |    | 0 / 7  | 4 – 6  |
| US Open | 1R          | 2R          | 2R          | 2R | A           | 2R          | A           | F | 1R          | 2R          | SF          | NC          | 1R |    | 0 / 10 | 12 – 9 |
| Jocs Olímpics | No celebrat | No celebrat | No celebrat | A  | No celebrat | No celebrat | No celebrat | F | No celebrat | No celebrat | No celebrat | No celebrat | 1R | NC | 0 / 2  | 3 – 2  |
| Llegenda: G: Guanyador; F: Finalista; SF: Semifinalista; QF: Quarts de final; Q: Qualificació; A: Absent; RR: Round Robin; |             |             |             |    |             |             |             |   |             |             |             |             |    |    |        |        |